# 제니퍼 머지
제니퍼 머지(Jennifer Mudge, 1978년 8월 16일 ~ )는 미국의 배우, 모델이다.
신시내티에서 태어났다.

## 출연 작품
- 너클헤드 (2015년)
- 퍼펙트 (2013년) - 플로렌스 역
- 레프티 루지 라이티 타이티 (2012, Lefty Loosey Righty Tighty) - 헬렌 역
- 스탠드 업 (2011년)
- 유 돈 노우 잭 (2010년) - 리포터 역
- 법과 질서 (1990년)